# 武昌兵变
武昌兵变，是王占元统治湖北时期发生的一场兵变，發生在1921年6月。至同年8月10日王占元被迫辞职而告終。

## 背景
1920年（民國9年）6月，王占元被任命為兩湖巡閱使。同年7月，直皖戰爭爆發，王占元隨即逮捕了皖系的長江上游總司令吳光新，並收服了吳光新的軍隊。王占元的勢力擴大。当时，王占元积极扩充自己的资产，并加紧扩军，引发了普通市民的不满，当地名流如黎元洪、周树谟、屈佩兰、李书城、蒋作宾、孔庚也要求停止“鲁人治鄂”，实行“鄂人治鄂”、“废督去兵”。王占元经常克扣军饷，终于导致军心思变，1920年12月宜昌发生了兵变。

## 經過
1921年6月8日凌晨，某團級軍事部隊裡疑似哗變的士兵1,700余人来到武昌阅马场，破坏了电话局、电灯公司、商铺、造币厂、省议会大楼，城内一时大乱。在這場兵变中總共死亡57人，房屋被焚毁300余户。當天下午，王占元隨然承诺发饷，遣散变兵、并不予追究。但這些變兵坐火车离开后，王占元派人在途中将变兵1,700余人设伏诱杀。此次兵变使得湖北自治的呼声高涨，王占元也被迫于8月10日辞职。